# Rebeca Tamez
Rebeca Lynn Tamez Jones (née le 18 octobre 1975 à Tamaulipas) est une modèle mexicaine, lauréate du concours de beauté Nuestra Belleza Mexico (Miss Mexique) 1996. Elle représenta son pays lors de Miss Univers le 16 mai 1997 à Miami Beach en Floride.